# Lovinobaňa
Lovinobaňa este o comună slovacă, aflată în districtul Lučenec din regiunea Banská Bystrica. Localitatea se află la altitudinea de 264 m deasupra n.m., se întinde pe o suprafață de 21,13 km2 și în 2017 număra 2.055 de locuitori.

## Istoric
Localitatea Lovinobaňa este atestată documentar din 1336.

## Demografie
| An:                | 1994 | 2004   | 2014   | 2024   |
| ------------------ | ---- | ------ | ------ | ------ |
| Număr de persoane: | 2038 | 2101   | 2104   | 1900   |
| Diferență:         |      | +3,09% | +0,14% | −9,69% |

| An:                | 2023 | 2024   |
| ------------------ | ---- | ------ |
| Număr de persoane: | 1907 | 1900   |
| Diferență:         |      | −0,36% |